# Peinture sur porcelaine
 (mai 2016).
Si vous disposez d'ouvrages ou d'articles de référence ou si vous connaissez des sites web de qualité traitant du thème abordé ici, merci de compléter l'article en donnant les références utiles à sa vérifiabilité et en les liant à la section « Notes et références ».
La peinture sur porcelaine est un ensemble de techniques de décoration de la porcelaine blanche servant surtout (à l'origine) à masquer les défauts de cuisson puis rapidement à décorer artistiquement les pièces produites par les manufactures.
La peinture sur porcelaine à Saint-Junien est répertoriée à l'Inventaire du patrimoine culturel immatériel en France depuis 2008, et La tradition des céramiques peintes de Kossiv est répertoriée sur la liste représentative du patrimoine culturel immatériel de l'humanité pour l'Ukraine.

## Histoire
La décoration des porcelaines utilise différents sels métalliques à un liant afin d'obtenir une pâte colorée :
- le monoxyde de cobalt donnait une couleur bleue ;
- le monoxyde de chrome donnait une couleur verte ;
- le monoxyde de manganèse donnait une couleur jaune ivoire.

Ensuite vinrent les décorations sous glaçure et sur glaçure avec des gammes de couleurs beaucoup plus étendues, les métaux précieux et les lustres qui étaient déjà employés en Mésopotamie à partir du IXe siècle sur la céramique en général.

## Principe

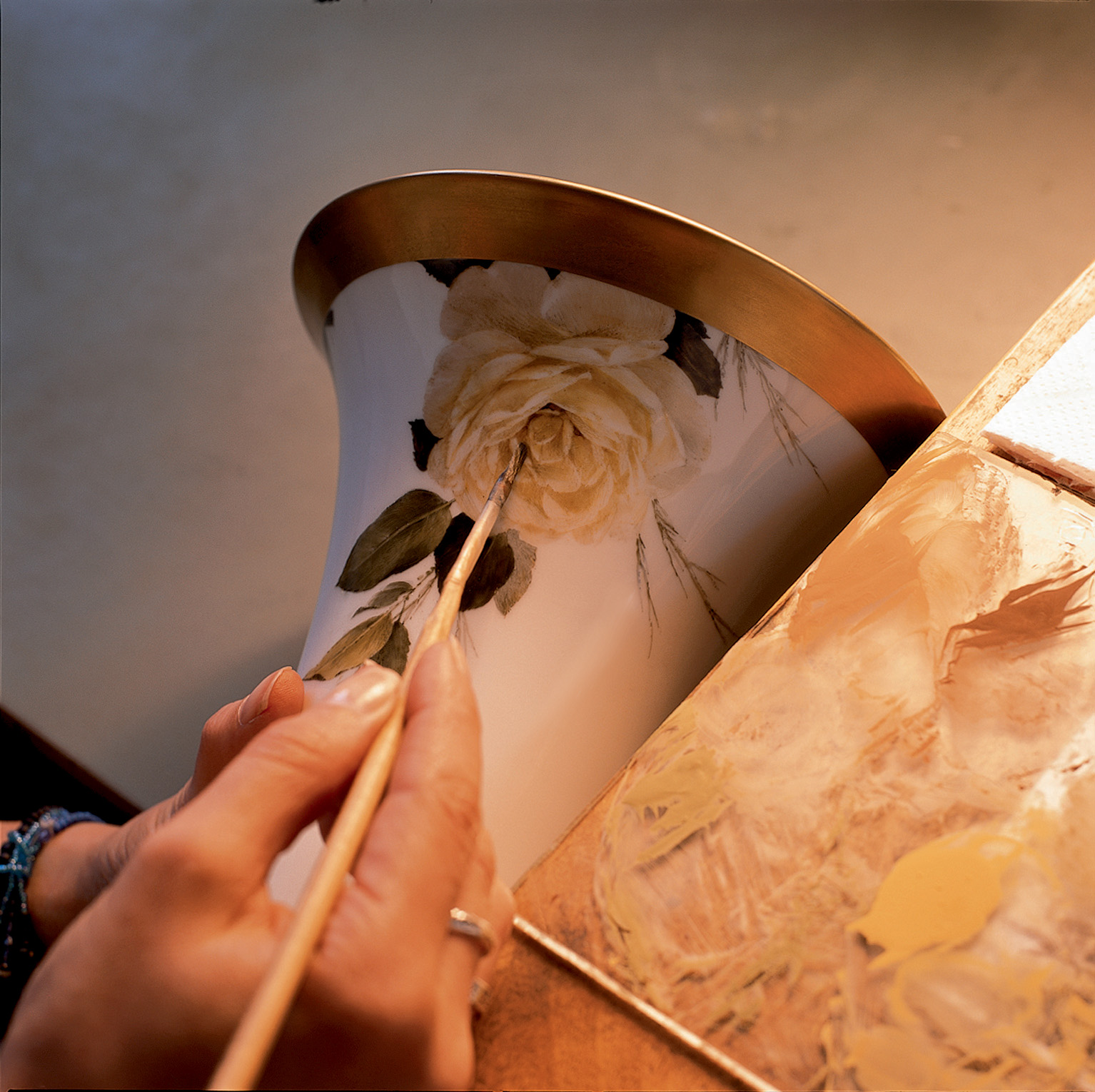
Peinture sur porcelaine à la manufacture de Ludwigsbourg en 2006.

Traditionnellement, l'artiste applique ses couleurs sous forme de poudres préparées en pâtes après mélange avec un médium, à l'aide de pinceaux sur la glaçure, puis les cuit entre 700 °C et 850 °C ; cette cuisson s'appelle également « troisième feu », puisqu'elle intervient après la cuisson du dégourdi, suivie de la cuisson à plus 1 200 °C soit email soit biscuit. Un décor peut comporter plusieurs  cuissons, mais il  n'est pas recommandé de cuire plus de deux à trois fois en raison de la dilatation qui fragilise la porcelaine. Trop de cuissons nuit également aux rendus des couleurs qui finissent par se craqueler. L'important est de toujours commencer par la cuisson des couleurs ou produits supportant les plus hautes températures et continuer par celles qui se cuisent à des températures inférieures.
On distingue plusieurs tendances :
- la peinture traditionnelle, un travail en coups de pinceaux : le plus ancien exemple est le barbeau (vieille expression désignant le bleuet , à cause de son aspect « barbu »). Il n'est généralement pas utile de cuire le travail plus d'une ou deux fois. Cette technique est employée surtout en Europe, notamment en Suisse ;
- la technique américaine ou China Painting : par opposition aux autres techniques, la couleur ne sèche jamais et le résultat après cuisson reste pastel. Cela nécessite généralement plusieurs cuissons, de façon à pouvoir superposer les différentes nuances sans abîmer les premières touches. Cette technique est employée par environ 80 % des peintres sur porcelaine de la planète[réf. nécessaire] ;
- la technique scandinave — ou technique moderne — qui crée des décors avec inclusion de sable, de billes de verre, de fibres, le tout très souvent rehaussé par des reliefs et des métaux précieux. Cette technique a été reprise par bon nombre de peintres qui l'intègrent à leurs travaux, tant en technique traditionnelle qu'en technique américaine.

Dans l'industrie, sauf pour de rares pièces réalisées sur commande et au prix significatif, l'usage du pinceau n'est que fort exceptionnel. Depuis longtemps, la porcelaine est décorée à l'aide d'une décalcomanie appelée chromo. Elle est posée à la main après avoir trempé dans l'eau pour la séparer de son support en papier. C'est aussi simple qu'un décalque d'enfant et bien plus rapide.
Une manière récente reproduit la technique d'imprimerie en couleur : les couleurs thermofusibles sont déposées par des masques chauffants à la surface de la porcelaine, sans intervention manuelle. Pour les filets, des machines automatiques remplacent également l'artiste.

## Technique de réalisation
Le motif à réaliser doit d'abord être reproduit sur la porcelaine. On utilise pour cela la technique du poncif, lorsqu'il s'agit de plusieurs pièces identiques, sinon il est possible de décalquer le motif sur la porcelaine à l'aide de carbones spéciaux, ou dessiner directement le motif avec un crayon gras qui marque sur la porcelaine et le verre.
Si le motif comporte un contour, on utilise une plume afin de produire un trait le plus fin possible.
Après cuisson ou séchage, vient la mise en couleur. La peinture pour porcelaine n'est pas prête à l'emploi. Il s'agit de poudre de pigments et de fondant, le tout finement broyé. Il faut diluer cette poudre sur un carreau de verre avec du médium (à base de térébenthine) et beaucoup travailler le mélange pour qu'il soit parfaitement homogène. On pourra alors poser la couleur et la travailler avec différentes techniques sur la porcelaine.
La cuisson se réalise dans différents fours à céramique de température allant de 690 à 1 100 °C. Plusieurs cuissons sont nécessaires pour une même pièce. La durée de cuisson est variable suivant les techniques et les couleurs utilisées.

## Les grandes manufactures et personnalités de la peinture sur porcelaine

### Les manufactures  européennes
- Manufacture de Vincennes, 1740 à 1756, transférée à Sèvres.
- Manufacture nationale de Sèvres depuis le XVIIIe siècle 1756 à nos jours.
- Manufacture de porcelaine Dihl et Guérhard (1781-1828)
- Manufacture de Nast au XIXe siècle.

### Peintres notables
- Nabeshima (XVIe siècle),
- Charles-Nicolas Dodin, (1734-1803)
- Vincent Taillandier, (1736-1790)
- Louis Jean Thévenet, actif de 1741 à 1777
- Charles-François Becquet, actif de 1748 à 1765
- François Levavasseur, actif de 1753 à 1770
- Louis Prosper Levavasseur, l'aîné, actif de 1775 à 1800
- Philippe Xhrouet (1725-1775)
- Jean Népomucène Hermann Nast (1754-1817)
- Pierre-Louis Dagoty (1771-1840)
- Marie-Victoire Jaquotot (1772-1855)
- Jean-Charles Develly (1783-1862)
- Nicolas-Marie Moriot (1788-1852)
- Sophie Liénard (1801-1875)
- Marie-Pauline Laurent (1805-1860)
- Delphine de Cool (1830-1921)
- Alexandre Struys (1852-1941)
- Camille Le Tallec (1906-1991)
- Nicole Dana (1936-)